# Czaboksar
Czaboksar – miasto w Iranie, w ostanie Gilan. W 2016 roku liczyło 8824 mieszkańców.